# Edgar Pieterse
Edgar Pieterse (Città del Capo, 1968) è un sociologo e politologo sudafricano.
Edgar Pieterse è uno studioso di urbanistica africana noto a livello internazionale con un'esperienza specifica sulle città di Città del Capo e Johannesburg e sulle pratiche partecipative nella riqualificazione urbana. È fondatore e direttore dell'African Centre for Cities dell'Università di Città del Capo, un centro di studi unico al mondo, interdisciplinare e specializzato sulle trasformazioni urbane del continente africano.

## Biografia
Si diploma in scienze sociali nel 1990 e nel 1994 si laurea in sociologia presso l'Università di Western Cape di Città del Capo. Nel 1995 ottiene il Master all'Institute of Social Studies dell'Aia con una tesi dal titolo L'artisticità della localizzazione. Indagini esplorative tra cultura, globalizzazione e povertà nelle città del terzo mondo.
Nell'ottobre 1997 fonda l'Istituto Isandla che dirige fino al 2004 e di cui fa parte del comitato direttivo fino al 2016. L'istituto Isandla è un centro non profit con base a Città del Capo e specializzato nella ricerca nel settore dello sviluppo.
Tra il 2001 e il 2005 consegue il suo dottorato di ricerca presso la London School of Economics di Londra con una tesi dal titolo Ricostruire tra le rovine: La ricerca dell'integrazione urbana in Sudafrica (1994-2011).
Da luglio 2004 a luglio 2007 è consulente del premier di Western Cape sulle politiche di sviluppo e le strategie ambientali dei programmi governativi.
Tra il 2005 e il 2007 e poi dal 2009 è professore associato straordinario all'Università di Stellenbosch. Nel 2007 viene nominato professore alla scuola di architettura e urbanistica dell'Università di Cape Town e presso la stessa università fonda l'African Centre for Cities di cui è direttore. Dal 2008 ha il titolo DST/NRF South African Chair in Urban Policy (politiche urbana). È inoltre professore nel Cambridge Institute for Sustainability Leadership dell'Università di Cambridge

## Attività
Le ricerche e il lavoro di Edgar Pieterse si concentrano sulla teoria e le politiche di sviluppo urbano. Il suo lavoro si focalizza sulle politiche di sviluppo urbano, sulla cultura quotidiana, sul pubblico, su economie sociali radicali, design reattivo e sistemi di governance adattivi.
Oltre alla ricerca, le pubblicazioni e l'insegnamento, fornisce consulenze regolari per le grandi agenzie di sviluppo internazionali come UN-Habitat / Programma delle Nazioni Unite per gli insediamenti umani, African Development Bank, DBSA, National Planning Commission, OECD urban division e UNEP.
Dal 2014 è rappresentante per l'Africa del gruppo di lavoro internazionale ‘’Rebuild by Design’’ promosso da Henk Ovink e Eric Klinenberg e sostenuto dalla Rockefeller Foundation e membro del Sustainable Development Solutions Network Thematic Group on Sustainable Cities creato per promuovere gli Sustainable Development Goals. Membro della giuria della prima edizione della Africa Architecture Awards del 2017. Presiede la commissione di esperti che ha affiancato il governo sudafricano nella formulazione del Urban Development Framework for South Africa e presiede il Cities Alliance Africa Think Tank. È membro del comitato scientifico dell’International Panel on Social Progress, del Chronic Poverty and Research Centre, è membro del consiglio nazionale degli esperti del capitolo sudafricano del programma Policy Nexus dell'UNESCO, membro della Development Studies Association, della Third Sector Research Network Association e fa parte del comitato degli esperti del Gauteng City-region Observatory, Indian Institute for Human Settlements, LSE Cities (London) e il World Economic Forum: Shaping the Future of Urban Development and Services Initiative. È membro del comitato direttivo della Open Society Foundation del Sudafrica.
Collabora con il Programma delle Nazioni Unite per gli insediamenti umani, noto come UN-Habitat, per il quale contribuisce a redigere il World Cities Report 2016 e realizza il saggio Towards an African Urban Agenda redatto per sostenere le decisioni in Africa sul programma Habitat III
Nel 2016 è coautore del capitolo sulle conclusioni e raccomandazioni del GOLD IV Report (la relazione del Global Observatory on Local Democracy and Decentralization) promosso dall’organizzazione mondiale UCLG United Cities and Local Governments.
È co-curatore del sezione sull'urbanizzazione africana della Biennale internazionale di architettura di Rotterdam del 2016 focializzata su Next Economy.

### Pubblicazioni
Edgar Pieterse è autore di monografie, raccolte di saggi e articoli scientifici e divulgativi. I suoi testi sono stati inclusi in riviste come Chimurenga, "Social Dynamics", "Urban Forum", "International Journal for Urban and Regional Research","Theory, Culture & Society", "Progress in Planning", "Revista Brasileira de Estudos Urbanos e Regionais", "Urban Studies", "Digest of South African Architecture", "Development Update", "ICON Magazine", "Art South Africa", "Space Magazine", "Cluster Magazine", "Mindshift", "Dark Roast Occasional Paper", "Avocado Series".
- City Futures: Confronting the Crisis of Urban Development, London & New York, Zed Books, 2008, ISBN 9781842775400.
- Consolidating Developmental Local Government: Lessons from the South Africa Experiment, co-curato con M. Donk, M. Swilling e S. Parnell, Cape Town: UCT Press, 2008.
- Rogue Urbanism: Emergent African Cities, co-curato con Abdoumaliq Simone, Johannesburg: Jacana Publishers in association with African Centre for Cities, 2013.
- Africa's Urban Revolution, co-curato con Susan Parnell, London & New York, Zed Books, 2014, ISBN 9781780325200.
- African Cities Reader III: Land, Value and Property, co-curato con Ntone Edjabe, Cape Town: Chimurenga Press & African Centre for Cities, 2015.
- New Urban Worlds, coautore con AbdouMaliq Simone, Cambridge: Polity Press, 2017.
- Refractions of the National, the Popular and the Global in African Cities, co-curatore con Simon Bekker e Sylvia Croese, African Minds Publishers, 2021, ISBN 978-1-928502-15-9[21].

È consulente editoriale della rivista internazionale sull'urbanistica del Sud del mondo CityScapes.
Nel 1994 riceve la Nuffic & European Union Followship, nel 2001 la Chevening Scholarship, nel 2002 la Ernest Oppenheimer Memorial Trust Scholarship, nel 2002 la London School of Economics Scholarship, nel 2003 la Commonwealth Scholarship e nel 2018 la Richard von Weizsäcker Fellow.